# Guillaume Néry
Pour les articles homonymes, voir Néry (homonymie).
Guillaume Néry est un apnéiste français né le 11 juillet 1982 à Nice, spécialiste de la plongée en poids constant. Il bat à quatre reprises le record du monde d’apnée en profondeur et reçoit deux fois le titre de champion du monde.
En 2015, il arrête la compétition à la suite d'un accident, alors qu’il tentait de battre pour la cinquième fois le record du monde à −129 m, une erreur d'organisation l'emmenant à −139 m.
Depuis, il se consacre à la promotion de l'apnée. Avec la réalisatrice et apnéiste professionnelle Julie Gautier, il participe aux tournages de films et à la réalisation de photographies artistiques subaquatiques.

## Carrière sportive
Guillaume Néry grandit à Nice sur les bords de la Méditerranée et découvre par hasard, à quatorze ans, la discipline de l'apnée. Il s'inscrit alors dans un club et rencontre Claude Chapuis et Loïc Leferme qui l'orientent vers la discipline du poids constant. À 19 ans, il intègre l’équipe de France et bat le record de France en poids constant à −82 mètres (il égale le record du monde du moment). À 20 ans, Guillaume Néry descend à −87 mètres en poids constant : il devient le plus jeune recordman du monde de l’histoire de l’apnée.
En 2004, Guillaume Néry s’envole pour l'Île de La Réunion où il bat son second record du monde à une profondeur de −96 m. En 2005, alors qu’il s’entraîne pour les premiers championnats du monde d’apnée individuels qui sont organisés chez lui à Nice, il passe pour la première fois en entraînement la barre mythique des 100 m[réf. souhaitée] et atteint même, cette année là, la profondeur de −105 m[réf. souhaitée], le dernier record du monde de Jacques Mayol réalisé en 1983, dans la discipline no limit.
En 2006, toujours à Nice, l'apnéiste bat son troisième record du monde avec une profondeur de −109 m.
En 2008, il réussit un exploit, en ravissant coup sur coup deux grands titres majeurs. En juillet, il bat pour la quatrième fois le record du monde d'apnée en poids constant avec −113 mètres de profondeur. Deux mois plus tard, avec l'équipe de France d'apnée (au côté de Morgan Bourc'his et Christian Maldamé), il devient champion du monde par équipes en Égypte.
Il remporte en 2011 le titre de champion du monde AIDA d'apnée en poids constant, à Kalamata en Grèce, avec une descente à −117 mètres de profondeur.
Entre 2012 et 2015, Guillaume Néry passe la barre des −120 m et devient vice-champion du monde par équipes.
Le 8 septembre 2015, lors d’une compétition préparatoire aux mondiaux individuels de Chypre, il bat son propre record et réalise la deuxième plus grande profondeur de l’histoire à −126 m, à 2 m du record du monde détenu par Alexey Molchanov. Le 10 septembre 2015, il annonce la profondeur de −129 m, mais les juges et l’organisation font une erreur dans la mesure du câble. Il descend alors involontairement à −139 m de profondeur. Lors de la remontée, il fait une syncope à quelques mètres de la surface et est victime d’un œdème pulmonaire. L’accident le contraint à renoncer à participer aux championnats du monde. Une fois remis, il décide d’arrêter la compétition.
Depuis, il continue de pratiquer l'apnée en entraînement et se consacre à d'autres activités : voyages, conférences, stages, films, photos et écriture.

## Palmarès
- 2001 : Record de France : −82 m / poids constant / Nice (France) - vice-champion du monde par équipes - Ibiza/Espagne
- 2002 : Record du monde : −87 m / poids constant / Nice (France)
- 2004 : Record du monde : −96 m / poids constant / La Réunion (France)
- 2006 : Record du monde : −109 m / poids constant / Nice (France) - 3e aux championnats du monde par équipes - Hurghada (Égypte)
- 2008 : Record du monde : −113 m / poids constant / Nice (France) - Champion du monde par équipes - Sharm El Sheikh (Égypte)
- 2009 : 3e au championnat du Monde individuel / poids constant sans palme (−78 m) - Bahamas
- 2010 : Record de France : −115 m / poids constant / Bahamas[6]
- 2011 : Champion du Monde individuel : en poids constant et recordman de France avec une plongée à −117 m à Kalamata[7]
- 2012 : Record de France : −123 m / poids constant  / Bahamas - vice-champion du monde par équipes - Nice (France)
- 2013 : Record de France : −125 m / poids constant / Kalamata [8]- Grèce
- 2015 : Record de France : −126 m / poids constant / Chypre

## Vie privée
Guillaume Néry est le fils unique de Joel Néry et Corinne Néry. Après un baccalauréat scientifique et des études en Sciences du sport à l’UFR STAPS de Nice, Guillaume se lance dans sa carrière d’apnéiste professionnel en 2004. En 2005, il rencontre Julie Gautier, son ancienne compagne, avec qui il a une fille.

## Production vidéo
En 2014, Guillaume Néry et Julie Gautier créent leur label et site internet, Les Films Engloutis. Le clip inspire en 2015 le tournage de Runnin’ (Lose It All) de Naughty Boy feat Beyoncé et Arrow Benjamin, co-réalisé par Julie Gautier et Charlie Robbins, mettant en scène un ballet entre Guillaume Néry et la championne d’apnée française, Alice Modolo. 
En 2016, il partage un autre film, Haven, tourné par Jérôme Espla, sur la plus grande épave de Méditerranée, le Haven, au large de Gênes. 
En 2017, le film Y40 utilise pour décor la piscine la plus profonde du monde, à −40 m. La prise de vue est assurée par Julie Gautier.
En 2019 sort One breath around the World, qui est une visite de la cité sous-marine japonaise de Yonaguni et raconte la rencontre avec des cachalots,.

## Publications
- Guillaume Néry et Luc Le Vaillant, Profondeurs, Paris, éditions Arthaud, 16 avril 2014, 290 p. (ISBN 978-2-08-130603-5)
- À plein souffle, photographies de Franck Séguin, éditions Glénat, 2019.
- Guillaume Néry, Nature aquatique, Arthaud, 30 mars 2022, 228 p., 137 x 224 mm (ISBN 9782080247636, présentation en ligne)